# Жаданівський Михайло Петрович
Миха́йло Петро́вич Жадані́вський (нар. 9 листопада 1896, Іванівка Лубенського району Полтавської області — пом. 1 червня 1938, Харків) — український театральний актор, відомий за виступами в театрі «Березіль» Леся Курбаса, згодом в Харківському українському драматичному театрі імені Тараса Шевченка, жертва репресій 1930-х років.

## Життєпис
Народився 9 листопада 1896 в селі Іванівка Лубенського району Полтавської області в родині Жаданівського Петра Львовича, вчителя, який згодом став священником.
До 1916 року навчався в Одеській духовній семінарії.
1916—1917 (лютий) — служба вільнонайманим у Російській імператорській армії.
Лютий-липень 1917 — навчання в школі прапорщиків. До 20.09.1917 служив у резервних полках прапорщиком.
До квітня 1918 року був на Болгарському фронті в чині прапорщика. Після демобілізації навчався в інституті (мав незакінчену сільськогосподарську освіту).
У січні 1919 року поїхав до батьків у м. Голта (нині у складі міста Первомайська Миколаївської області), де у березні 1919 року був мобілізований до Армії УНР, в якій прослужив до серпня 1919 року у званні хорунжого.
У серпні 1919 поступив в Одеську театральну студію імені Марка Кропивницького, яка 1921 року стала українським театральним інститутом імені Марка Кропивницького.
Після закінчення театрального інституту працював актором у Шостій одеській театральній майстерні театру «Березіль» Леся Курбаса під керівництвом Степана Бондарчука і Софії Мануйлович. За головну роль у виставі «Джіммі Хіггінс» Лесь Курбас похвалив Михайла Жаданівського і запросив його до Києва. Згодом працював у цьому театрі у Харкові, який з часом був реорганізований в Харківський академічний український драматичний театр імені Тараса Шевченка. Був секретарем місцевкому працівників театру «Березіль».
20 квітня 1938 року був заарештований і безпідставно звинувачений в тому, що він є «агентом польської розвідки».
Розстріляний 1 червня 1938 року за рішенням особливої трійки Харківського УНКВС від 23 квітня 1938 року.
Реабілітований 11 березня 1988 року Постановою Президії Харківського обласного суду.

## Ролі
- 1924 — Джіммі Хіґґінс — «Джіммі Хіґґінс» режисера Леся Курбаса за романом Ептона Сінклера (Одеса, 6-а студія театру «Березіль»)
- 1927 — Двірник — «Пролог» Леся Курбаса і Степана Бондарчука (Харків, «Березіль»)[10]
- 1931 — Сльозкін — «Кадри» («Світіть нам, зорі») Івана Микитенка (Харків, «Березіль»)[11]

## Родина[2]
Дружина — Марія Федорівна Жаданівська, 1901 року народження.
Батько — Жаданівський Петро Львович, 1870 або 1871 року народження, учитель і священник. Мати — Жаданівська Євдокія.
Дід — Жаданівський Лев Пилипович, священник. Бабуся — Жаданівська (Васильєва) Єфросинія Іванівна.
Мав брата Сергія і трьох сестер: Євгенію, Ольгу та Антоніну. Антоніна Петрівна — випускниця Одеського єпархіального жіночого училища (1915).
Брат — Жаданівський Сергій Петрович (1901, Онуфріївка Олександрійського повіту Херсонської губернії — 3 червня 1938, Харків) — радіоінженер. 1916 року закінчив Єлисаветградське духовне училище. Згодом працював у Харкові радіоінженером Харківського центрального телеграфу. 23 лютого 1938 року заарештований за звинуваченням в антирадянській діяльності. 24 квітня засуджений трійкою НКВС до розстрілу. 3 червня 1938 року розстріляний у Харкові. Реабілітований 18 грудня 1956 року.